# Tipula (Eremotipula) diversa
Tipula (Eremotipula) diversa is een tweevleugelige uit de familie langpootmuggen (Tipulidae). De soort komt voor in het Nearctisch gebied.